# Caimanes de Barranquilla
Uniformes

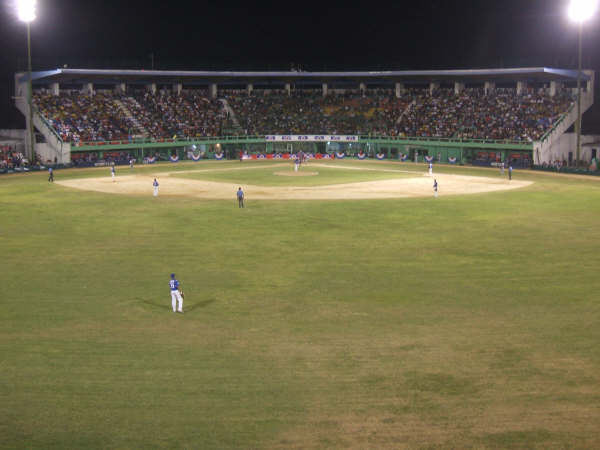
Estadio Tomás Arrieta

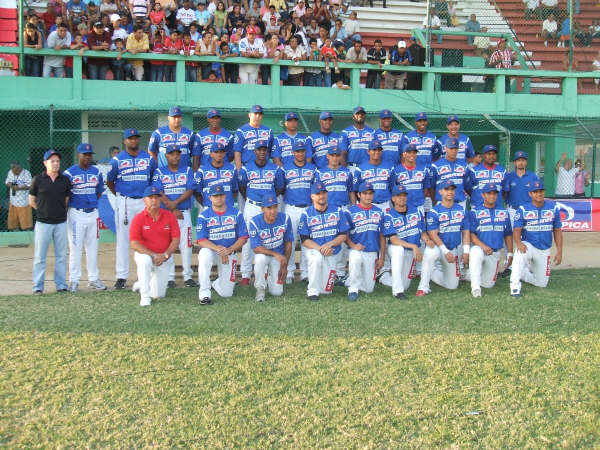
Les Caimanes en 2008-09

Caimanes de Barranquilla est un club colombien de baseball évoluant en championnat de Colombie de baseball. Fondé en 1984, le club basé à Barranquilla dispute ses matchs à domicile à l'Estadio Tomás Arrieta, enceinte de 8 000 places assises inaugurée le 9 décembre 1946. Les Caimanes comptent sept titres de champion de Colombie, dont les trois derniers attribués.

## Palmarès
- Champion de Colombie (7) : 1984-85, 1993-94, 1997-98, 1998-99, 2007-08, 2008-09, 2009-10.

## Histoire
Les Caimanes remportent le titre lors de leurs deux premières participations au championnat, en 1984-85 et 1993-94.
Membre permanent du championnat depuis 1993, le club de Barranquilla enregistre ensuite quatre nouveaux succès nationaux en 1997-98, 1998-99, 2007-08 et 2008-09.
Finaliste en 2009-10, les Caimanes affrontent les Leones de Montería. Les joueurs de Baranquilla enlèvent les trois premiers matchs de la série finale avant de s'incliner lors de la quatrième rencontre du 28 janvier 2010. Nouvelle défaite des Caimanes le 29. Le titre est finalement acquis après la victoire enregistrée le 30 janvier.

## Saison par saison
| Saison    | Saison régulière | Saison régulière | Saison régulière | Saison régulière | Séries éliminatoires |
| Saison    | Class.           | Vic.             | Déf.             | %Vic.            | Séries éliminatoires |
| 1984-1985 |                  |                  |                  |                  | Champion             |
| 1993-1994 |                  |                  |                  |                  | Champion             |
| 1994-1995 |                  |                  |                  |                  |                      |
| 1995-1996 |                  |                  |                  |                  |                      |
| 1996-1997 |                  |                  |                  |                  |                      |
| 1997-1998 |                  |                  |                  |                  | Champion             |
| 1998-1999 |                  |                  |                  |                  | Champion             |
| 1999-2000 |                  |                  |                  |                  |                      |
| 2000-2001 | 2e               | 27               | 14               | 0,659            |                      |
| 2001-2002 | 2e               | 15               | 14               | 0,517            |                      |
| 2002-2003 | 4e               | 16               | 20               | 0,444            |                      |
| 2003-2004 | 3e               | 13               | 17               | 0,433            |                      |
| 2004-2005 | 2e               | 18               | 12               | 0,600            |                      |
| 2005-2006 | 2e               | 15               | 15               | 0,500            |                      |
| 2006-2007 | 1er              | 28               | 26               | 0,519            | finaliste            |
| 2007-2008 | 1er              | 33               | 20               | 0,622            | Champion             |
| 2008-2009 | 2e               | 28               | 25               | 0,528            | Champion             |
| 2009-2010 | 1er              | 30               | 24               | 0,556            | Champion             |